# Cité ouvrière d'Erstein
La cité ouvrière d'Erstein (dite Neye Hisle) est un monument historique situé à Erstein, dans le département français du Bas-Rhin.

## Localisation
Ces bâtiments sont situés rue du Général-Leclerc à Erstein.

## Historique
L'édifice fait l'objet d'une inscription au titre des monuments historiques depuis le 17 février 2014.